# Nibelle
Nibelle is een gemeente in het Franse departement Loiret (regio Centre-Val de Loire). De plaats maakt deel uit van het arrondissement Pithiviers. Nibelle telde op 1 januari 2022 1.176 inwoners.

## Geografie
De oppervlakte van Nibelle bedroeg op 1 januari 2022 27,18 vierkante kilometer; de bevolkingsdichtheid was toen 43,3 inwoners per km².

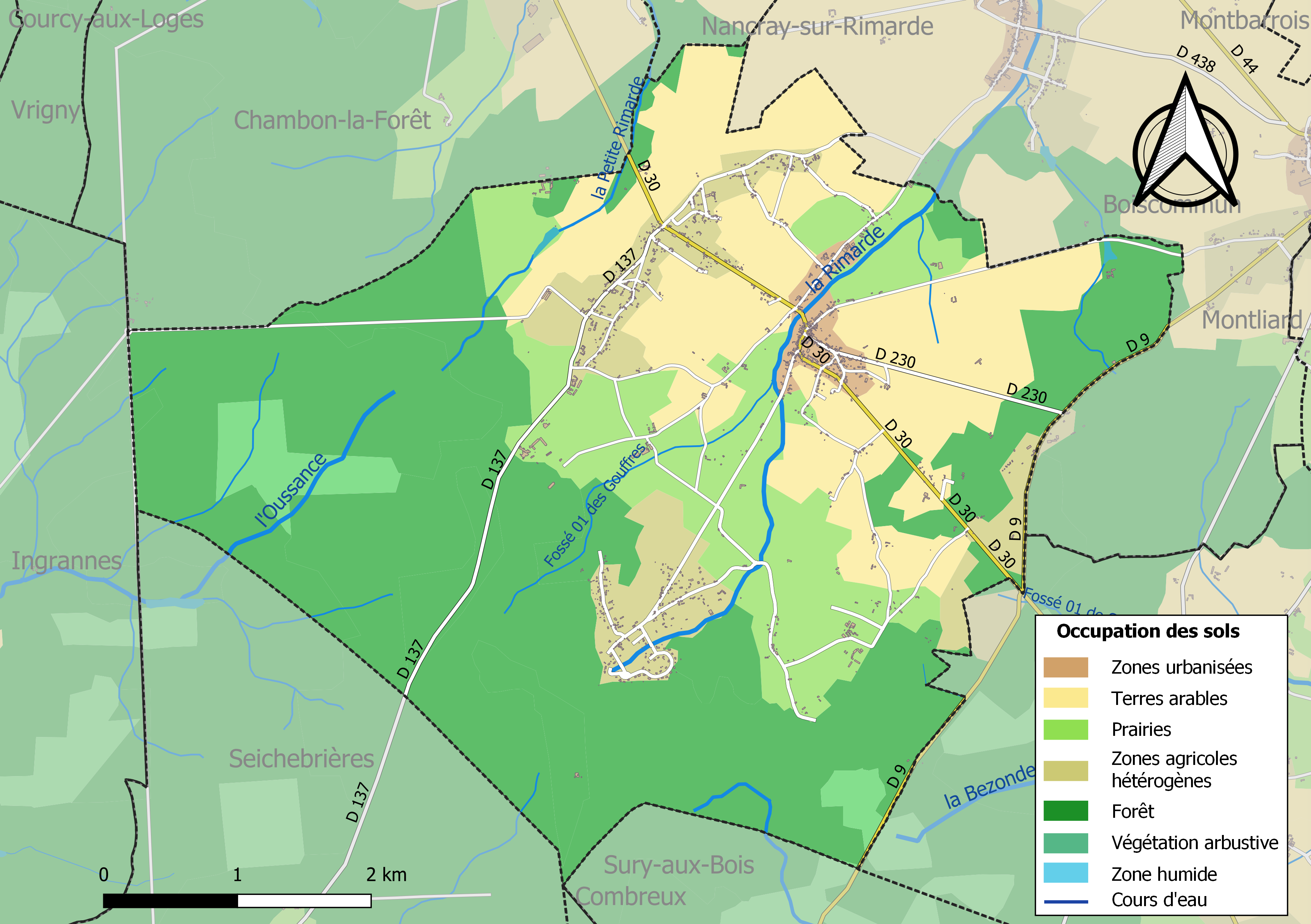
Kaart van de gemeente met de belangrijkste infrastructuur, bodemgebruik en omliggende gemeenten

## Demografie
Onderstaande figuur toont het verloop van het inwonertal (bron: INSEE-tellingen).